# День Балтийского флота
День Балтийского флота (или День Балтийского флота ВМФ России, День рождения Балтийского флота ВМФ России) — российский праздник, ежегодно отмечаемый 18 мая в честь состоявшей 7 (18) мая 1703 года в ходе Северной войны первой победы российского флота: в тот день гребной лодочной флотилией с солдатами Преображенского и Семёновского полков под командованием Петра I в устье Невы были атакованы и захвачены два шведских военных судна.
Праздник установлен приказом Главнокомандующего ВМФ России адмиралом флота Феликса Громова № 253, от 15 июля 1996 года, «О введении годовых праздников и профессиональных дней по специальности».

## История
7 (18) мая 1703 года в ходе Северной войны российский флот одержал первую победу: гребная лодочная флотилия с солдатами Преображенского и Семёновского полков под командованием Петра I в устье Невы атаковала и захватила два шведских военных корабля.
День Балтийского флота установлен приказом Главнокомандующего ВМФ России адмиралом флота Ф. Н. Громова № 253, от 15 июля 1996 года, «О введении годовых праздников и профессиональных дней по специальности». Празднуется ежегодно 18 мая.

## Описание
Масштабными парадами и мероприятиями День Балтийского флота, как правило, не празднуется. Но в главных базах Балтийского флота — Балтийске и Кронштадте ежегодно проводятся марши и устраиваются показательные выступления, а в отдельные годы организуются «дни открытых палуб», то есть свободные посещения военных кораблей. В Кронштадте празднования совмещаются с Днём города.
Скромность торжеств по случаю Дня Балтийского флота обусловлена близостью к нему по срокам Дня ВМФ, в который традиционно проходят основные праздничные мероприятия.